# BS Возничего
BS Возничего (лат. BS Aurigae) — одиночная переменная звезда в созвездии Возничего на расстоянии (вычисленном из значения параллакса) приблизительно 2652 световых лет (около 813 парсеков) от Солнца. Видимая звёздная величина звезды — от менее +15m до +10,2m.

## Характеристики
BS Возничего — красная пульсирующая переменная звезда, мирида (M) спектрального класса M8-M9 или M9. Эффективная температура — около 3281 К.